# The Pointer Sisters
The Pointer Sisters é um grupo vocal feminino americano, originário de Oakland, que fez sucesso durante as décadas de 1970 e 1980. Seu repertório inclui gêneros tão diversos como R&B, dance-pop, jazz, rock, bebop e disco. Elas ganharam três prêmios Grammy e receberam uma estrela na Calçada da Fama de Hollywood em 1994. O grupo teve 13 músicas entre os 20 primeiros postos na parada Billboard 100, entre 1973 e 1985.
The Pointer Sisters teve suas origens quando as irmãs June e Bonnie Pointer começaram a se apresentar em boates em 1969 como "Pointers Au Pair". A formação cresceu para um trio quando a irmã Anita se juntou a elas. Seu contrato com a Atlantic Records produziu vários singles malsucedidos. O trio cresceu para um quarteto quando a irmã Ruth se juntou em dezembro de 1972. Elas então assinaram com a Blue Thumb Records, gravaram seu álbum de estreia e, com sua nova gravadora, começaram a ver mais sucesso, ganhando um Grammy em 1975 por Melhor Performance Vocal Country por "Fairytale" (1974). Bonnie deixou o grupo em 1977 para começar uma carreira solo com sucesso modesto. O grupo alcançou seu maior sucesso comercial na década de 1980 como um trio formado por June, Ruth e Anita. Eles ganharam mais dois Grammys em 1984 pelos sucessos "Automatic" e "Jump (For My Love)". 
June, a irmã mais nova, lutou contra o vício em drogas por vários anos, deixando o grupo em abril de 2004 antes de sua morte por câncer em abril de 2006, aos 52 anos. Ela foi substituída pela filha de Ruth, Issa Pointer. Este trio teve um sucesso em segundo lugar na Bélgica em 2005, fazendo um cover de "Sisters Are Doin' It for Themselves" com a cantora belga Natalia. Entre 2009 e 2015, o grupo era formado por Anita, Ruth, Issa e a neta de Ruth, Sadako Pointer. Enquanto todas as quatro mulheres permaneceram no grupo, elas geralmente se apresentavam como um trio, rotacionando a formação conforme necessário. Em 2015, Anita foi forçada a se aposentar devido a problemas de saúde, deixando Ruth como a única integrante da formação original das irmãs.
Em dezembro de 2016, a revista Billboard as classificou como o 80.º artista dance mais bem-sucedido de todos os tempos. Em dezembro de 2017, a mesma publicação as colocou no 93.º posto entre os artistas mais exitosos no Hot 100 e a 32.ª quando incluído apenas as artistas femininas. Em toda a sua carreira, o conjunto vendeu mais de 40 milhões de gravações em todo o mundo.
A música "Hot Together", do grupo The Pointer Sisters, foi utilizada como trilha principal no segundo trailer oficial de Grand Theft Auto VI, com lançamento previsto para 2026, e estará presente na trilha sonora do jogo.

## Discografia

### Álbuns
- 1973: The Pointer Sisters
- 1974: That's a Plenty
- 1975: Live at the Opera House
- 1975: Steppin'
- 1976: The Best of the Pointer Sisters
- 1977: Having a Party
- 1978: Energy
- 1979: Priority
- 1980: Special Things
- 1981: Black & White
- 1982: So Excited!
- 1982: Pointer Sisters' Greatest Hits
- 1983: Break Out
- 1985: Contact
- 1986: Hot Together
- 1988: Serious Slammin'
- 1989: Jump: The Best of the Pointer Sisters
- 1990: Right Rhythm
- 1993: Only Sisters Can Do That
- 1996: Fire: The Very Best of the Pointer Sisters
- 1996: Best of the Pointer Sisters
- 1997: Yes We Can Can: The Best of the Blue Thumb Recordings
- 2004: The Collection
- 2004: Platinum & Gold Collection/The Hits
- 2004: 20th Century Masters: The Millennium Collection - The Best of the Pointer Sisters
- 2005: Natalia Meets The Pointer Sisters

### Singles
- 1971: "Don't Try to Take the Fifth"
- 1972: "Destination No More Heartaches"
- 1973: "Yes We Can Can"
- 1973: "Wang Dang Doodle"
- 1974: "Steam Heat"
- 1974: "Fairytale"
- 1975: "Live Your Life Before You Die"
- 1975: "How Long (Betcha Got a Chick on the Side)"
- 1975: "Going Down Slowly"
- 1976: "You Gotta Believe"
- 1977: "Having a Party"
- 1977: "I Need A Man"
- 1978: "Fire"
- 1979: "Everybody Is a Star"
- 1979: "Happiness"
- 1979: "Blind Faith"
- 1979: "Who Do You Love"
- 1980: "He's So Shy"
- 1980: "We've Got the Power"
- 1980: "Could I Be Dreaming"
- 1981: "Where Did The Time Go"
- 1981: "Slow Hand"
- 1981: "What A Surprise"
- 1981: "Sweet Lover Man"
- 1981: "Should I Do It"
- 1982: "American Music"
- 1982: "I'm So Excited"
- 1983: "If You Wanna Get Back Your Lady"
- 1983: "I Need You"
- 1984: "Automatic"
- 1984: "Jump (For My Love)"
- 1984: "I'm So Excited (remix)"
- 1984: "Neutron Dance"
- 1985: "Baby Come and Get It"
- 1985: "Dare Me"
- 1985: "Freedom"
- 1986: "Twist My Arm"
- 1986: "Goldmine"
- 1986: "Sexual Power"
- 1987: "All I Know Is the Way I Feel"
- 1987: "Mercury Rising"
- 1987: "Be There"
- 1988: "He Turned Me Out"
- 1988: "I'm In Love"
- 1988: "Power Of Persuasion"
- 1990: Friends' Advice (Don't Take It)"
- 1990: "After You"
- 1991: "Insanity"
- 1993: "Don't Walk Away"
- 2005: "Sisters Are Doin' It For Themselves" (com Natalia)
- 2005: "Christmas In New York"

## Integrantes

### Atuais integrantes
- Ruth Pointer (1972–presente)
- Issa Pointer (2002–2009, 2011–presente)
- Sadako Pointer (2009–presente)

### Ex-integrantes
- Anita Pointer (1969–2015; morta em 2022)
- Bonnie Pointer (1969–1977, 2009; morta em 2020)
- June Pointer (1969–1977, 1978–2002; morta em 2006)